# (36106) 1999 RN119
1999 RN119 (asteroide 36106) é um asteroide da cintura principal. Possui uma excentricidade de 0.10774630 e uma inclinação de 12.56388º.
Este asteroide foi descoberto no dia 9 de setembro de 1999 por LINEAR em Socorro.